# Erdkuckucke
Die Erdkuckucke (Neomorphinae) sind eine Unterfamilie der Familie der Kuckucke. Alle Arten leben in Amerika.

## Merkmale
Gemeinsame Merkmale der Erdkuckucke sind auffallend kurze Flügel, lange Beine sowie lange Steuerfedern. Alle Arten dieser Unterfamilie bewegen sich meist am Boden fort, lange Flüge werden vermieden. Der Wegekuckuck erreicht z. B. rennend Geschwindigkeiten von bis zu 30 km/h. Die meisten Arten sind keine Brutparasiten, sondern ziehen ihre Jungen selber groß. Ausnahmen hiervon sind die Vertreter der Schwestertaxa Dromococcyx und Tapera, welche ihre Eier in fremde Nester legen.

## Systematik
Die Unterfamilie umfasst fünf Gattungen mit 11 Arten. Die deutschen Namen folgen Avibase.
- Dromococcyx
  - Pfauenkuckuck (Dromococcyx pavoninus)
  - Fasanenkuckuck (Dromomoccyx phasianellus)
- Rennkuckucke (Geococcyx)
  - Wegekuckuck (Geococcyx californianus)
  - Rennkuckuck (Geococcyx velox)
- Morococcyx
  - Drosselkuckuck (Morococcyx erythropygus)
- Neomorphus
  - Geoffroygrundkuckuck (Neomorphus geoffroyi)
  - Rotschnabel-Grundkuckuck (Neomorphus pucheranii)
  - Bindengrundkuckuck (Neomorphus radiolosus)
  - Rotschwingen-Grundkuckuck (Neomorphus rufipennis)
  - Schuppengrundkuckuck (Neomorphus squamiger)
- Tapera
  - Streifenkuckuck (Tapera naevia)